# Zoo de Chiang Mai

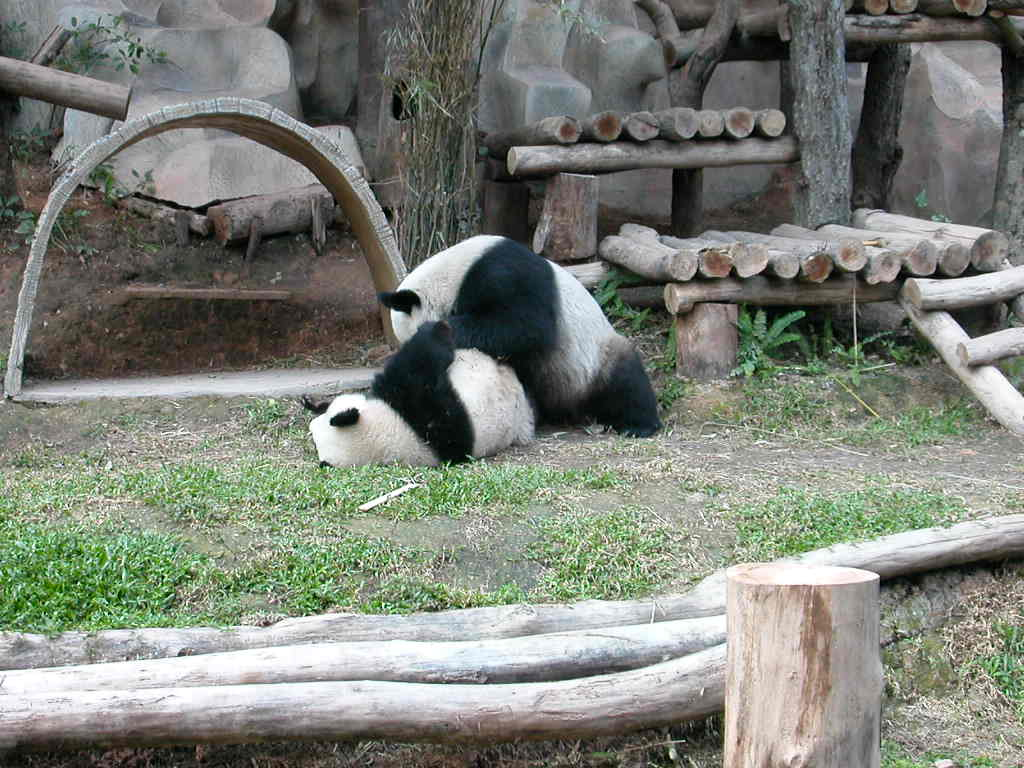
Pandas géants au zoo de Chiang Mai.

Le Zoo de Chiang Mai est un parc zoologique thaïlandais situé à Chiang Mai. Fondé en 1952 par un missionnaire des États-unis, il couvre aujourd'hui 85 ha.
Il présente plus de 7 000 animaux dont un couple de pandas géants, Chuang Chuang et Lin Hui, prêté pour dix ans (2003-2013) par la diplomatie chinoise,. Le contrat a été renouvelé en 2013, en attendant l'arrivée d'un nouveau couple.